# オーウェン・ウィルソン
オーウェン・カニンガム・ウィルソン（Owen Cunningham Wilson, 1968年11月18日 - ）は、アメリカ合衆国の俳優・声優・脚本家。

## 来歴

### 生い立ち
テキサス州ダラスにて、アイルランド系アメリカ人の両親のもとに生まれる。父のロバート・アンドリュー・ウィルソン（1941年 - ）はテレビ局の広報担当、母のローラ・ウィルソン（旧姓カニンガム）は写真家。兄のアンドリュー、弟のルークも俳優。ニューメキシコ州の軍隊高校を卒業後、テキサス大学オースティン校に進学した。

### キャリア
大学在学中にウェス・アンダーソンと出会い、共同で執筆した脚本が『アンソニーのハッピー・モーテル』として映画化された。『天才マックスの世界』や『ザ・ロイヤル・テネンバウムズ』の脚本も書いている。『ザ・ロイヤル・テネンバウムズ』ではアンダーソンと共にアカデミー脚本賞にノミネートされた。
ジャッキー・チェンと共演した『シャンハイ・ヌーン』、『シャンハイ・ナイト』や『ウェディング・クラッシャーズ』、『トラブル・マリッジ カレと私とデュプリーの場合』といったヒット作にも出演し、ハリウッド人気スターとなる。『ケーブルガイ』に出演して以来、ベン・スティラーとの共演作も多い。

### 来日
2014年10月に、東京国際映画祭において自身の出演作『マイ・ファニー・レディ』が公開されるのに合わせ、ピーター・ボグダノビッチ監督と共に初来日を果たした。10月29日には、ボグダノビッチ監督と共に六本木の上映会場でQ&Aなども行った。

### 私生活

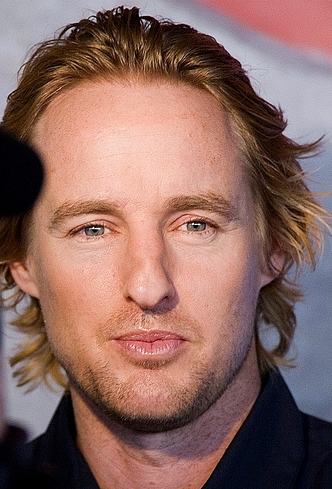
2007年撮影

変わった鼻の形をしており、『ウェディング・クラッシャーズ』の音声解説では、高校時代に教師から顔面を強く殴られて地面に倒れてしまい、後になってレストランで会った時も恐怖を覚えたほどだったと、述べている。
2007年8月26日に両手首を切り、錠剤を過剰摂取するなどして自殺を図り、病院に運ばれる。その後が心配されたが、10月4日には『ダージリン急行』のプレミアに姿を見せた。ベン・スティラーが監督を務めた『トロピック・サンダー/史上最低の作戦』（2008年公開）にカメオ出演する予定だったが降板となり、マシュー・マコノヒーが代役を務めた。

## エピソード

### 性格・特徴

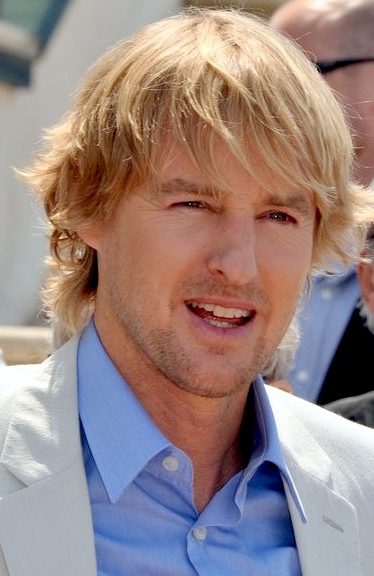
2011年、カンヌ国際映画祭でのウィルソン

映画の中では能天気なプレイボーイを演じることが多いが、実際には生真面目で誠実な性質である。夜遊びに関しては、一般的なイメージに反してかなり否定的で、『シャンハイ・ヌーン』では、自身のスタントマンに対して「妻子がいるのに（他の女と遊ぶなんてひどい）！」と非難したエピソードを語っているし、『ウェディング・クラッシャーズ』の際にも「こうした馬鹿げたことはせいぜい20代までで卒業すべき」といった趣旨の発言をしている。ウィルソンがコメディ映画に出演していることについて、親友のウェス・アンダーソンは「ずっとシリアス俳優だと思っていたから、陽気でイージーゴーイングな兄貴っていうイメージが定着したことに、ちょっと驚いている」と述べている。アンダーソンはウィルソンのために『ライフ・アクアティック』のネッドを書き、誠実で優しい青年として描いている。
非常に頭がよく、『Mr.ボディガード/学園生活は命がけ』ではほとんどぶっつけ本番で演じたり、『ミート・ザ・ペアレンツ2』では音楽に合わせて楽器を吹く動きを短時間で習得した。
非常に動物好きで、ガルシアという名のオーストラリアン・キャトル・ドッグを飼っている（2008年時点）。『シャンハイ・ヌーン』では、初めてにもかかわらず馬を乗りこなし、気が立っていた馬の背に優しく手をかけて落ち着かせる一幕もあった。『マーリー　世界一おバカな犬が教えてくれたこと』の撮影中は、登場する犬たちの面倒の大半を引き受けたという。
撮影時には、過酷な要求にも我慢強く応じることで知られ、『シャンハイ・ヌーン』では、日照りの中で首まで地面に埋められた状態で何時間も耐え、続編の『シャンハイ・ナイト』でも逆さ吊りのまま何度も水に漬けられる場面をスタントなしでこなし、監督らから讃えられた。
『ミート・ザ・ペアレンツ』では、懐古趣味だと語られている。

## 主な出演作品

### 映画
| 公開年 | 邦題 原題                                                                               | 役名                              | 備考                                          | 吹き替え                                                                         |
| ------ | --------------------------------------------------------------------------------------- | --------------------------------- | --------------------------------------------- | -------------------------------------------------------------------------------- |
| 1996   | アンソニーのハッピー・モーテル Bottle Rocket                                            | ディグナン                        | 兼脚本                                        | （吹き替え版なし）                                                               |
| 1996   | ケーブルガイ The Cable Guy                                                              | ロビンのデート相手                |                                               | 家中宏                                                                           |
| 1997   | アナコンダ Anaconda                                                                     | ゲイリー・ディクソン              |                                               | 大黒和広（ソフト版） 松本保典（日本テレビ版）                                    |
| 1997   | パーマネント ミッドナイト Permanent Midnight                                            | ニッキー                          |                                               | 小野塚貴志                                                                       |
| 1998   | アルマゲドン Armageddon                                                                 | オスカー・チョイ                  |                                               | 世古陽丸（ソフト版） 松本保典（フジテレビ版） 土田大（日本テレビ・テレビ朝日版） |
| 1999   | ホーンティング The Haunting                                                             | ルーク・サンダーソン              |                                               | 横堀悦夫                                                                         |
| 1999   | ブレックファースト・オブ・チャンピオンズ Breakfast of Champions                         | モンテ・ラピッド                  |                                               | 田中完                                                                           |
| 1999   | クアドロフォニア -多重人格殺人- The Minus Man                                           | ヴァン・シーゲート                |                                               | 水島裕                                                                           |
| 2000   | ミート・ザ・ペアレンツ Meet the Parents                                                 | ケヴィン・ローリー                |                                               | 横堀悦夫                                                                         |
| 2000   | シャンハイ・ヌーン Shanghai Noon                                                        | ロイ・オバノン                    |                                               | 森川智之（ソフト版） 堀内賢雄（テレビ朝日版）                                    |
| 2001   | エネミー・ライン Behind Enemy Lines                                                     | クリス・バーネット大尉            |                                               | 楠大典（ソフト版） 宮本充（フジテレビ版）                                        |
| 2001   | ザ・ロイヤル・テネンバウムズ The Royal Tenenbaums                                       | イーライ・キャッシュ              | 兼脚本・製作総指揮 アカデミー脚本賞ノミネート | 平田広明                                                                         |
| 2001   | ズーランダー Zoolander                                                                  | ハンセル・マクドナルド            |                                               | 森川智之                                                                         |
| 2002   | アイ・スパイ I Spy                                                                      | アレックス・スコット              |                                               | 内田夕夜                                                                         |
| 2003   | シャンハイ・ナイト Shanghai Knights                                                     | ロイ・オバノン                    |                                               | 安原義人                                                                         |
| 2003   | イェー・ライト! Yeah Right!                                                             | オーウェン・ウィルソン            | カメオ出演                                    |                                                                                  |
| 2004   | ライフ・アクアティック The Life Aquatic with Steve Zissou                               | ネッド・プリンプトン              |                                               | 平田広明                                                                         |
| 2004   | ミート・ザ・ペアレンツ2 Meet the Fockers                                                | ケヴィン・ローリー                | カメオ出演                                    | 横堀悦夫                                                                         |
| 2004   | 80デイズ Around the World in 80 Days                                                    | ウィルバー・ライト                | カメオ出演                                    | 中川剛（劇場公開版） 森川智之（テレビ東京版）                                    |
| 2004   | スタスキー&ハッチ Starsky & Hutch                                                       | ケン・“ハッチ”・ハッチンソン      |                                               | 平田広明                                                                         |
| 2004   | ビッグ・バウンス The Big Bounce                                                         | ジャック・ライアン                |                                               | 川島得愛                                                                         |
| 2005   | The Wendell Baker Story                                                                 | ネイル・キング                    |                                               | N/A                                                                              |
| 2005   | ウェディング・クラッシャーズ Wedding Crashers                                           | ジョン・ベックウィズ              |                                               | 森川智之                                                                         |
| 2006   | ナイト ミュージアム Night at the Museum                                                 | ジェデダイア・スミス              | クレジットなし                                | 森川智之                                                                         |
| 2006   | トラブル・マリッジ カレと私とデュプリーの場合 You, Me and Dupree                        | ランドルフ・デュプリー            | 兼製作                                        | 落合弘治                                                                         |
| 2006   | カーズ Cars                                                                             | ライトニング・マックィーン        | 声の出演                                      | 土田大                                                                           |
| 2007   | ダージリン急行 The Darjeeling Limited                                                   | フランシス・ホイットマン          |                                               | 内田夕夜                                                                         |
| 2008   | Mr.ボディガード/学園生活は命がけ! Drillbit Taylor                                       | ドリルビット・テイラー            |                                               | （吹き替え版なし）                                                               |
| 2008   | マーリー 世界一おバカな犬が教えてくれたこと Marley & Me                                 | ジョン・グロガン                  |                                               | 森川智之                                                                         |
| 2009   | ナイト ミュージアム2 Night at the Museum 2: Battle of the Smithsonian                   | ジェデダイア・スミス              |                                               | 森川智之                                                                         |
| 2009   | ファンタスティック Mr.FOX Fantastic Mr. Fox                                             | コーチ・スキップ                  | 声の出演                                      | 間宮康弘                                                                         |
| 2010   | サーフィン ドッグ Marmaduke                                                             | マーマデューク                    | 声の出演                                      | 堀内賢雄                                                                         |
| 2010   | 幸せの始まりは How Do You Know                                                          | マティ・レイノルズ                |                                               | 川島得愛                                                                         |
| 2010   | ミート・ザ・ペアレンツ3 Little Fockers                                                  | ケヴィン・ローリー                |                                               | 横堀悦夫                                                                         |
| 2011   | ホール・パス/帰ってきた夢の独身生活＜1週間限定＞ Hall Pass                              | リック・ミルズ                    |                                               | 松本保典                                                                         |
| 2011   | カーズ2 Cars 2                                                                          | ライトニング・マックィーン        | 声の出演                                      | 土田大                                                                           |
| 2011   | ミッドナイト・イン・パリ Midnight in Paris                                              | ギル・ペンダー                    |                                               | 森川智之                                                                         |
| 2011   | ビッグ・ボーイズ しあわせの鳥を探して The Big Year                                      | ケニー・ボスティック              |                                               | 森川智之                                                                         |
| 2013   | インターンシップ The Internship                                                         | ニック・キャンベル                |                                               | 森川智之                                                                         |
| 2014   | グランド・ブダペスト・ホテル The Grand Budapest Hotel                                   | M.チャック                        |                                               |                                                                                  |
| 2014   | ナイト ミュージアム/エジプト王の秘密 Night at the Museum: Secret of the Tomb            | ジェデダイア・スミス              |                                               | 森川智之                                                                         |
| 2014   | インヒアレント・ヴァイス Inherent Vice                                                  | コーイ・ハーリンゲン              |                                               | 鈴木正和                                                                         |
| 2014   | マイ・ファニー・レディ She's Funny That Way                                             | アーノルド・アルバートソン        |                                               | 川島得愛                                                                         |
| 2015   | クーデター No Escape                                                                    | ジャック・ドワイヤー              |                                               | 森川智之                                                                         |
| 2016   | ズーランダー NO.2 Zoolander2                                                            | ハンセル・マクドナルド            |                                               | 森川智之                                                                         |
| 2017   | カーズ/クロスロード Cars3                                                               | ライトニング・マックィーン        | 声の出演                                      | 土田大                                                                           |
| 2017   | ワンダー 君は太陽 Wonder                                                                | ネート・プルマン                  |                                               | 森川智之                                                                         |
| 2017   | ファーザー・フィギュア Father Figures                                                   | カイル・レイノルズ                | 日本劇場未公開                                | （吹き替え版なし）                                                               |
| 2021   | ブリス 〜たどり着く世界〜 Bliss                                                         | グレッグ・ウィットル              |                                               | 志賀麻登佳                                                                       |
| 2021   | フレンチ・ディスパッチ ザ・リバティ、カンザス・イヴニング・サン別冊 The French Dispatch | アーブサン・サゼラック            |                                               | 板取政明                                                                         |
| 2022   | マリー・ミー Marry Me                                                                   | チャーリー・ギルバート            |                                               | 森川智之                                                                         |
| 2022   | シークレット・ヘッドクオーターズ Secret Headquarters                                    | ジャック・キンケイド / ザ・ガード |                                               | 森川智之                                                                         |
| 2023   | アントマン&ワスプ:クアントマニア Ant-Man and the Wasp: Quantumania                      | メビウス・M・メビウス             | クレジットなし                                | 志村知幸                                                                         |
| 2023   | カールの絵画教室 Paint                                                                  | カール                            | 日本劇場未公開                                | 森川智之                                                                         |
| 2023   | ホーンテッドマンション Haunted Mansion                                                  | ケント                            |                                               | 片岡愛之助                                                                       |
| 2026   | Rolling Loud                                                                            | TBA                               |                                               |                                                                                  |

### テレビ
| 放映年 | 邦題 原題                                               | 役名                       | 備考                           | 吹き替え                    |
| ------ | ------------------------------------------------------- | -------------------------- | ------------------------------ | --------------------------- |
| 1999   | Heat Vision and Jack                                    | ヒート・ヴィジョン / ダグ  | 声の出演                       | N/A                         |
| 2016   | サタデー・ナイト・ライブ Saturday Night Live            | Hansel McDonald            | 「Larry David/The 1975」       |                             |
| 2021-  | ロキ Loki                                               | メビウス・M・メビウス      | Disney+オリジナル作品          | 志村知幸 松本保典（予告編） |
| 2022   | カーズ・オン・ザ・ロード Cars on the Road               | ライトニング・マックィーン | 声の出演                       | 土田大                      |
| 2024   | LEGO ピクサー:ブリックトゥーンズ LEGO PIXAR:BRICK TOONS | ライトニング・マックィーン | Disney+オリジナル作品 声の出演 | 土田大                      |
| 2025-  | スティック Stick                                        | プライス・ケイヒル         |                                | 森川智之                    |

## 日本語吹き替え
『シャンハイ・ヌーン』（ソフト版）以降、森川智之が大半の作品で担当している。
その他にも、横堀悦夫や松本保典、平田広明、川島得愛、土田大などが複数回、声を当てている。

## 参照
1. ↑  “オーウェン・ウィルソンが初来日!名匠ボグダノビッチ作品への出演は「誇り」”. 2015年2月14日閲覧。
2. ↑  “自殺未遂か？『 ナイト ミュージアム』オーウェン・ウィルソン手首を切る”. シネマトゥデイ. (2007年8月28日) 2013年3月22日閲覧。
3. ↑  “Owen Wilson Hospitalized After Suicide Attempt”. Trans World News. (2007年8月27日) 2007年8月27日閲覧。
4. ↑  “Movie & TV News at IMDb.com - WENN - August 29 2007”. IMDb.com. (2007年8月29日) 2007年8月29日閲覧。
5. ↑  “Wilson Makes First Public Appearance”. IMDb. (2007年10月5日) 2007年10月6日閲覧。 {{cite news}}: |publisher=では太字とイタリック体は使えません。 (説明); 不明な引数|coauthors=が空白で指定されています。 (説明)⚠⚠
6. ↑  “ライフ・アクアティック インタビュー: ウェス・アンダーソン監督インタビュー（2） (2)”. 映画.com. 2021年1月11日閲覧。